# 戈爾內區
62°06′N 126°42′E / 62.100°N 126.700°E

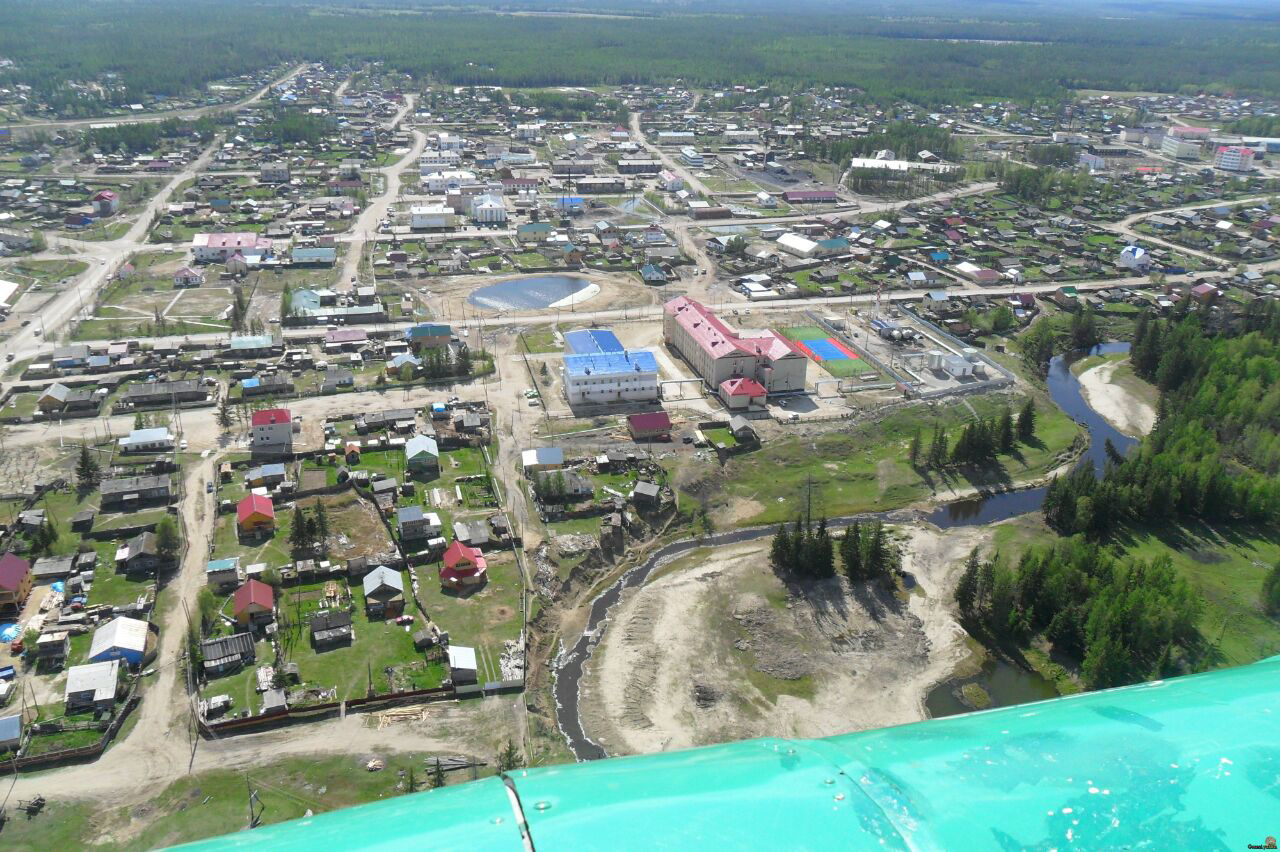

戈爾內區（俄语：Горный улус），是俄羅斯的一個區，位於該國東部，由薩哈共和國負責管轄，始建於1931年6月25日，面積45,600平方公里，2010年人口11,706，人口密度每平方公里0.26人。行政中心为别尔季格斯佳赫。